# ألما (ألما)
ألما هو دُوَّار يقع بجماعة أورير، عمالة أكادير إدا وتنان، جهة سوس ماسة في المملكة المغربية. ينتمي الدوّار لمشيخة ألما التي تضم 6 دواوير. يقدر عدد سكانه بـ 703 نسمة حسب الإحصاء الرسمي للسكان والسكنى لسنة 2004.

## روابط خارجية
- البوابة الوطنية للجماعات الترابية
- المندوبية السامية للتخطيط